# Mirosław Kobzareff
Mirosław Kobzareff (ur. 2 lutego 1900 w Piotrkowie, zm. 26 lipca 1920) – żołnierz Legionów Polskich, oficer Wojska Polskiego w II Rzeczypospolitej, kawaler Orderu Virtuti Militari.

## Życiorys
Urodził się w rodzinie Bazylego i Aleksandry z Bubnów. Studiował na Uniwersytecie Jagiellońskim w Krakowie. W czasie pobierania nauki wstąpił do Polskiej Organizacji Wojskowej, a w 1914 do Legionów Polskich.
Od listopada 1918 w odrodzonym Wojsku Polskim. W 4. kompanii 23 pułku piechoty walczył na froncie polsko-ukraińskim i polsko-bolszewickim. Od 24 marca do 9 czerwca 1919 był uczniem Klasy „N” (klasa 9.) Szkoły Podchorążych Piechoty. 21 czerwca 1919 Naczelny Wódz Józef Piłsudski mianował go z dniem 1 czerwca 1919 podporucznikiem w piechocie.
W czerwcu 1920 podczas ataku na wieś Ustawy, na czele swojego plutonu, zdecydowanym atakiem zdobył bolszewickie okopy, następnie przez dłuższy czas zdołał utrzymać nową linię obrony. Za czyn ten odznaczony został pośmiertnie Krzyżem Srebrnym Orderu Wojskowego Virtuti Militari. 22 lipca 1920 został ranny w walce o wieś Bielska Wola. 26 lipca 1920 zmarł z ran w szpitalu polowym nr 905.

## Ordery i odznaczenia
- Krzyż Srebrny Orderu Wojskowego Virtuti Militari nr 5596[2][12] – pośmiertnie, 18 września 1922[6]
- Krzyż Niepodległości – 13 kwietnia 1931 „za pracę w dziele odzyskania niepodległości”[13]